# Achatinella abbreviata
Achatinella abbreviata ist eine Schneckenart aus der Gattung Achatinella, einer Gruppe von nachtaktiven, lebendgebärenden Baumschnecken, die auf der hawaiischen Insel Oʻahu endemisch sind.

## Beschreibung
Achatinella abbreviata erreicht eine Gehäuselänge von 1,9 Zentimetern und einen Gehäusedurchmesser von 1,0 Zentimetern. Die Mündung ist 9,5 mm lang und 4,5 mm breit. Das Gehäuse ist eiförmig, etwas bauchig und rechtsgewunden. Die Windungen sind gewölbt. Die schwarze Spitze ist ziemlich kurz und stumpf. Die Spindel (Columella) ist mit schwieligen Rändern überzogen und gewunden. Die Oberfläche des Gehäuses ist glänzend olivgelb gefärbt mit einer schwarz-braunen Linie an den Nähten. Die Unterseite der letzten Windung ist dunkelgrün.

## Verbreitung
Das Vorkommen von Achatinella abbreviata erstreckte sich früher entlang des Kraterrandes am Ka'au-Vulkan, über den Palolo-Wailae-Kamm, der nordwestlichen Schlucht neben dem Palolo-Manoa-Kamm, über den Konahuanui-Kamm, den östlichen Nuuana-Kamm, den Niu-Kamm und über den Kailua-Kamm. Gegenwärtig gibt es nur Nachweise aus den Koolau Mountains.

## Status
Die IUCN nahm Achatinella abbreviata 1996 in die Kategorie „ausgestorben“ (extinct) auf. Nach einem Letztnachweis im Jahr 1963, gelang einem Malakologen im Jahr 2008 die Wiederentdeckung. Vermutliche Ursachen für das vermeintliche Verschwinden der Art war das übermäßige Sammeln durch Schneckensammler, die Nachstellung durch Schweine und Ratten, die Rodung der Wälder sowie invasive Pflanzenarten wie Clidemia hirta und Dicranopteris linearis, die die Futterbäume verdrängten, von denen die Schnecken abhängig waren. Auch die eingeführte Ameisenart Pheidole megacephala, die Knoblauch-Glanzschnecke (Oxychilus alliarius) und die Rosige Wolfsschnecke (Euglandina rosea) machen Jagd auf Achatinella-Schnecken.